# Progrès scientifique
Pour un article plus général, voir Progrès.
Le progrès scientifique est le développement des connaissances scientifiques. Le progrès technique est dans une large mesure dépendant des avancées scientifiques.

## Histoire
On peut situer l'origine du progrès scientifique au début de l'Histoire, à partir du moment où l'homme a pu formaliser les connaissances sur des supports écrits (papyrus, parchemin, papier, base de données).
Dans les grandes civilisations, que ce soit celles issues du christianisme, de l'islam ou d'autres religions, le progrès scientifique était intimement lié à la religion. Il a pris une tournure nouvelle à partir du XVIIe siècle, lorsque le savant Galilée a été jugé pour hérésie en raison de ses positions sur l'héliocentrisme (1633). À partir de ce moment, la relation entre la science et la religion a été remise en cause. Dans le Discours préliminaire de l'Encyclopédie, D'Alembert prend nettement position en faveur de l'autonomie de la science.

## Le mécanisme du progrès scientifique
Le philosophe des sciences Thomas Samuel Kuhn a montré par des études historiques que le progrès scientifique n'est pas un processus cumulatif, mais procède au contraire en changements de paradigmes, qu'il appelle des révolutions scientifiques. Lorsqu'un nouveau paradigme s'est installé dans la communauté scientifique, il y a également une phase de progrès dans le cadre de ce que Thomas Kuhn appelle la « science normale », jusqu'à ce que des phénomènes inexpliqués ou anomalies se présentent, remettant en cause le paradigme.

## Le progrès scientifique en question
Le philosophe Hans Jonas a remis en cause fortement l'idée de progrès qui découle souvent de la technoscience, notamment en raison des conséquences de l'activité humaine sur le climat.
Dans 
le même ordre d'idées, le philosophe Alain Finkielkraut observe le divorce entre la promesse de la modernité et le progrès. 
Le chercheur Étienne Klein analyse la « crise de la science » en identifiant un divorce entre la science moderne, issue de Galilée et Descartes, et la société. Selon lui, dans la conception de la science de Galilée et Descartes, la nature est écrite en langage mathématique, ce qui a conduit à l'idée d'une nature séparée de l'Homme, susceptible d'être « maîtrisée » par ce dernier et « arraisonnée » sur son projet. Il s'en prend violemment à l'idéologie scientiste. Il rappelle que la science n'édicte pas de valeurs, qu'elle ne définit pas le sens de la vie humaine, ni n'indique comment vivre ensemble, tout ceci relevant de la seule responsabilité des hommes.
Des sociologues des sciences (Pierre-Benoît Joly, Christophe Bonneuil, Dominique Pestre, Jacques Ellul), savants (Jacques Testart) ou philosophes (Isabelle Stengers) qui se penchent sur les relations entre la science et la société estiment que la science devrait être sous contrôle démocratique et prendre en compte les besoins sociétaux et l’éthique.

## Impact de la recherche scientifique sur la productivité
Une étude de 2008 montre que l'impact de la recherche et développement des entreprises sur leur productivité est plus efficace grâce au progrès scientifique réalisé par les autres entreprises (externalité positive, innovation ouverte) et par les universités.